# Stranded - Naufraghi
Stranded - Naufraghi (Stranded) è un film di fantascienza del 2002, diretto da María Lidón.

## Trama
La prima missione umana sta per atterrare su Marte ma qualcosa va storto: il modulo d'atterraggio si schianta sul suolo, mentre i membri dell'equipaggio si salvano per miracolo. La situazione è drammatica, le risorse bastano a malapena per due persone nell'attesa che arrivi un'astronave di soccorso, quindi il comandante decide che chi non è di importanza fondamentale, compreso lui, andrà a farsi una passeggiata. Il termine della passeggiata li porterà a una scoperta incredibile.

## Riconoscimenti
- 2002 - Méliès d'argento
- 2002 - Fantafestival
  - Miglior attore
  - miglior attrice